# De rivierplaneet
De rivierplaneet (Engels: To Your Scattered Bodies Go) is een sciencefictionroman uit 1971 van de Amerikaanse schrijver Philip José Farmer en het eerste boek van de Riverworld-serie.
To Your Scattered Bodies Go en de Riverworld-serie zijn gebaseerd op de onuitgegeven roman van Farmer, Owe for the Flesh. Het boek verscheen oorspronkelijk als twee korte verhalen: The Day of the Great Shout in het sf-tijdschrift Worlds of Tomorrow in januari 1965 en The Suicide Express in Worlds of Tomorrow in maart 1966. De roman werd in 1971 uitgegeven door G. P. Putnam's Sons, won in 1972 de Hugo Award voor beste roman en werd genomineerd voor de Locus Award 1972.

## Verhaal
De Britse avonturier Richard Francis Burton sterft op aarde en komt terecht in een donkere kamer vol met menselijke lichamen, waarvan sommige slechts voor de helft gevormd zijn. Mannen in een vliegend voertuig vuren vervolgens met een wapen op hem. Daarna wordt hij wakker aan de oevers van een mysterieuze rivier, naakt en haarloos. Overal om hem heen zijn andere mensen in een vergelijkbare situatie. Een "graalsteen" voorziet hen van het nodige voedsel en andere benodigdheden. Burton trekt snel met een groep metgezellen op waaronder de neanderthaler Kazzintuitruaabemss (bijgenaamd Kazz), de sciencefictionauteur Peter Jairus Frigate, Alice Liddell en de buitenaardse Monat Grrautut, het vroegere deel uitmaakte van een kleine groep wezens van Tau Ceti die aan het begin van de 21e eeuw op aarde arriveerden. Samen gaan ze op ontdekkingstocht op de rivierwereld.